# Krtek
Krtek (no Brasil,Toupeirinha) é uma toupeira fictícia que protagoniza um desenho animado infantil criada por Zdenek Miler, no ano de 1956. A animação é notória na República Tcheca. No Brasil, o desenho foi exibido na Rede Globo como parte do Globinho durante os anos 70.

## Curtas
| Episódio | Título em português                   | Título em tcheco              | Ano de produção | Duração (min.) |
| -------- | ------------------------------------- | ----------------------------- | --------------- | -------------- |
| 01.      | Como A toupeira conseguiu suas calças | Jak krtek ke kalhotkám přišel | 1957            | 11:51          |
| 02.      | A toupeira e o carro                  | Krtek a autíčko               | 1963            | 14:30          |
| 03.      | A toupeira e o foguete                | Krtek a raketa                | 1965            | 08:40          |
| 04.      | A toupeira e o rádio                  | Krtek a transistor            | 1968            | 08:10          |
| 05.      | A toupeira e a estrela verde          | Krtek a zelená hvězda         | 1969            | 07:30          |
| 06.      | A toupeira e a goma de mascar         | Krtek a žvýkačka              | 1969            | 07:20          |
| 07.      | A toupeira em o zoológico             | Krtek v Zoo                   | 1969            | 06:05          |
| 08.      | A toupeira jardineiro                 | Krtek zahradníkem             | 1969            | 06:55          |
| 09.      | A toupeira e o ouriço                 | Krtek a ježek                 | 1970            | 08:25          |
| 10.      | A toupeira e o pirulito               | Krtek a lízátko               | 1970            | 08:00          |
| 11.      | A toupeira e a televisão              | Krtek a televizor             | 1970            | 05:30          |
| 12.      | A toupeira e o guarda-chuva           | Krtek a paraplíčko            | 1971            | 07:10          |
| 13.      | A toupeira pintora                    | Krtek malířem                 | 1972            | 09:35          |
| 14.      | A toupeira e os fósforos              | Krtek a zápalky               | 1974            | 05:30          |
| 15.      | A toupeira e a música                 | Krtek a muzika                | 1974            | 05:15          |
| 16.      | A toupeira e o telefone               | Krtek a telefon               | 1974            | 05:25          |
| 17.      | A toupeira química                    | Krtek chemikem                | 1974            | 05:30          |
| 18.      | A toupeira e um tapete                | Krtek a koberec               | 1975            | 05:40          |
| 19.      | A toupeira e o ovo                    | Krtek a vejce                 | 1975            | 05:35          |
| 20.      | A toupeira relojoeira                 | Krtek hodinářem               | 1974            | 05:25          |
| 21.      | A toupeira fotógrafa                  | Krtek fotografem              | 1975            | 05:45          |
| 22.      | A toupeira e a escavadeira            | Krtek a buldozér              | 1975            | 05:43          |
| 23.      | A toupeira em o deserto               | Krtek na poušti               | 1975            | 05:52          |
| 24.      | O Natal da a toupeira                 | Krtek o Vánocích              | 1975            | 05:45          |
| 25.      | A toupeira e um carnaval              | Krtek a karneval              | 1975            | 05:25          |
| 26.      | A toupeira e o carvão                 | Krtek a uhlí                  | 1995            | 04:10          |
| 27.      | A toupeira e seus amigos              | Krtek a kamarádi              | 1995            | 05:18          |
| 28.      | Fim de semana da a toupeira           | Krtek a víkend                | 1995            | 05:05          |
| 29.      | A toupeira e o Robô                   | Krtek a robot                 | 1995            | 05:00          |
| 30.      | A toupeira e o celebração             | Krtek a oslava                | 1995            | 05:04          |
| 31.      | A toupeira e o patinho                | Krtek a kachničky             | 1995            | 05:00          |
| 32.      | A toupeira em o subterrâneo           | Krtek a metro                 | 1997            | 05:00          |
| 33.      | A toupeira e os cogumelos             | Krtek a houby                 | 1997            | 04:28          |
| 34.      | A toupeira e o ratinho                | Krtek a myška                 | 1997            | 05:19          |
| 35.      | A toupeira e o coelhinho              | Krtek a zajíček               | 1997            | 05:11          |
| 36.      | A toupeira e a mãe                    | Krtek a maminka               | 1997            | 05:20          |
| 37.      | A toupeira e a inundação              | Krtek a potopa                | 1997            | 05:04          |
| 38.      | A toupeira e o boneco de neve         | Krtek a sněhulák              | 1998            | 05:09          |
| 39.      | A toupeira na praia                   | Krtek a dovolená              | 1998            | 01:15          |
| 40.      | A toupeira e a flauta                 | Krtek a flétna                | 1999            | 05:05          |
| 41.      | A toupeira e a fonte                  | Krtek a pramen                | 1999            | 05:33          |
| 42.      | A toupeira e o Resmungador            | Krtek a šťoura                | 1999            | 05:21          |
| 43.      | A toupeira e a Andorinha              | Krtek a vlaštovka             | 2000            | 04:25          |
| 44.      | A toupeira e o peixinho               | Krtek a rybka                 | 2000            | 05:02          |
| 45.      | A toupeira e o pequeno sapo           | Krtek a žabka                 | 2002            | 05:20          |

## Filmes
| Título em português          | Título em tcheco     | Ano de produção | Duração (min.) |
| ---------------------------- | -------------------- | --------------- | -------------- |
| A toupeira na cidade         | Krtek ve městě       | 1982            | 28:31          |
| A toupeira em um sonho       | Krtek ve snu         | 1984            | 28:09          |
| A toupeira e a medicina      | Krtek a medicína     | 1987            | 28:08          |
| A toupeira estrela de cinema | Krtek filmová hvězda | 1988            | 27:47          |
| A toupeira e a Águia         | Krtek a orel         | 1992            | 28:05          |
| A toupeira e o relógio       | Krtek a hodiny       | 1994            | 28:04          |